# Ольга
О́льга — восточнославянское женское имя, женская форма мужского имени Олег. Оба имени заимствованы из древнескандинавского языка: Helga и Helgi (от др.-сканд. heilagr «святой, священный»).
Вне России и других постсоветских стран имя «Ольга» популярно в Чехии, Финляндии, Италии, Испании и, в некоторой степени, в Германии; также упоминается в средневековой Шотландии.

## Этимология
Заимствование из древнескандинавского Helga (от др.-сканд. heilagr — «святой», «священный»). Нововерхненемецкое Olga заимствовано из русского языка в эпоху антинаполеоновских войн.
Среднегреческая форма:  Ε῎λγα.

## Производные
Оля, Ольгуня, Ольгуся, Ольгуха, Ольгуша, Олюля, Люля, Олюня, Люня, Олюся, Люся, Олюха, Олюша, Оляша, Оляня, Олёна, Лёля, Лёна, Лёня, Ляля.

## Именины
- Православные (даты даны по григорианскому календарю)[7]: 24 июля.